# Marcus Wesson
Marcus Delon Wesson, född den 22 augusti 1946 i Kansas, USA, är en man som dömts för nio mord och 14 sexbrott, inklusive våldtäkt och sexuella övergrepp mot sina egna döttrar. Domslutet presenterades den 17 juni 2005.